# Autana (municipalité)
Pour les articles homonymes, voir Autana.
Autana est l'une des sept municipalités de l'État d'Amazonas au Venezuela. Son chef-lieu est Isla Ratón. En 2011, la population s'élève à 8 352 habitants.

## Géographie

### Subdivisions
La municipalité est divisée en quatre paroisses civiles depuis le 18 décembre 1997 avec chacune à sa tête une capitale (entre parenthèses)  :
- Samariapo (Samariapo) ;
- Sipapo (Pendare) ;
- Munduapo (Munduapo) ;
- Guayapo (San Pedro del Orinoco).